# 開城市歷史
開城是朝鲜半岛一座重要的城市，并有悠久的歷史。

## 中國統治时期
公元前108年，西汉漢武帝在朝鲜半岛设置郡县，今开城属于乐浪郡与真番郡交界处；魏晋南北朝时乐浪郡南部分设带方郡，开城属于带方。

## 三國時代
在朝鲜三国时代，乐浪郡被高句丽侵略后，原屬带方郡的開城成为百濟的「冬比忽城」。開城在统一新羅時代改為汉式地名松岳郡。景德王十六年(公元757年)又再改為開城郡。在當時，開城原是當地豪族的封地，當中以王氏為代表。

## 高麗都邑

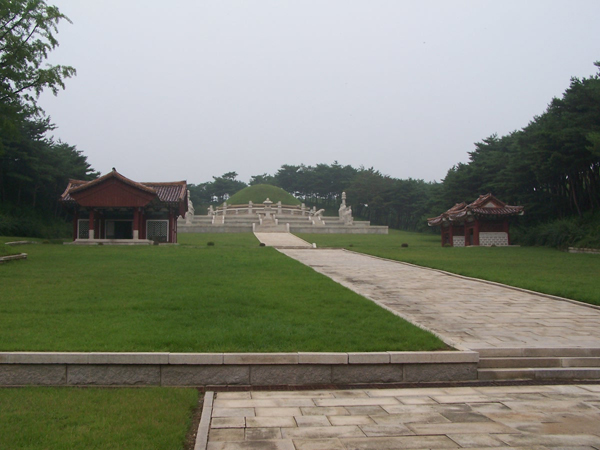
位於王京的陵

新羅真聖王十年（898年），弓裔使王建築勃禦塹城。新羅孝恭王五年（901年）弓裔建都稱後高句麗，九年（905年）遷都鐵原。
918年，王建推翻後高句麗即位，建立高麗。次年（919年），把首都從鐵原遷回開城，並改開城為開州。光宗十一年改稱皇都，成宗十四年改開城府。
顯宗二十年（1028年）築開京羅城，城基周二萬九千七百步，門二十二門，號曰崇仁、宣旗、保定、光德、德山、會賓、仙溪、泰安、弘仁、乾德、保泰、宣義、狻猊、定平、仙岩、慈安、彰義、迎陽、安和、成道、會昌、安定，用丁夫三十萬四千四百人。
高丽王朝在开京的正宫最初没有名字，官方文献中称为“本阙”、“宫阙”，后取名延庆宫。位于开城西北，背靠松岳，依山而建，中央是宫城，外围为皇城。皇城正门叫阊阖门，宫城正门为神凤门，内有会庆殿（正殿）、乾德殿、文德殿、延英殿、宣政殿、膺乾殿、长龄殿、宣明殿、含元殿、万寿殿、宴亲殿、玄德殿、明庆殿、慈和殿、正阳殿、望云楼、左右承天门、春德门、太初门、会同门、昌德门等建筑。高丽王朝中期以后，认为正宫及松岳山的王气衰弱，遂长久空置不用，朝鲜王朝时延庆宫沦为废墟，称为“满月台”，是开城有名的游赏之地。
开京城内的别宫，见于史书的有明福宫、安福宫、长乐宫、长庆宫（崇德宫）、兴盛宫、万龄宫、大明宫、康安宫、延庆宫（仁德宫）、延兴宫、延平宫（安寿宫）、寿宁宫（大宁宫）、寿春宫（丽正宫）、延和宫、延德宫（永安宫）、龙德宫、寿德宫、积庆宫、景禧宫、顺昌宫、馆北宫、百顺宫、奉香宫、泉洞宫、清州洞宫、内史洞宫、竹坂宫、梨岘宫、寿康宫、德慈宫、贞和宫、齐安宫、莲兴宫、北泉宫等。由于开京城内地形多山，因此这些别宫规模都不大，通常只有房屋数十栋、一二百余间，布局也比较自由，富于民间建筑特色。寿昌宫位于正宫的东南边，初建于高丽显宗年间。由于位处开京的中心位置，交通方便，因此是历代高丽国王最常用的别宫之一，屡次失火而重建，最后一次重建是恭愍王十九年（1370年），后来成为李成桂登基之处，并在朝鲜王朝初年继续使用了一段时间。
高丽王朝在开城兴建的别宫甚多，主要是因为高丽在“武人政权”时代之后实行门阀政治，后来又遭到蒙元入侵，王室常怀有不安定感，新王登基后往往会另择风水好的地方建造新宫，甚至买下臣僚的住宅改造为离宫。比如高丽毅宗在建造别宫寿德宫的时候，还买下大臣金正纯、庾弼、金巨公等人的府第，分别改造为安昌宫、静和宫、连昌宫、庆明宫等，又以四百斤生丝买下文公元的府第作为“巡御所”。高丽王朝崇佞佛教，因此有些别宫后来被改为寺院，比如忠烈王曾仿照元大都宫殿的形式翻造寿宁宫，里面有琉璃瓦顶的三层楼阁，以及凉殿、香阁，被视为高丽最豪华的宫廷建筑，后来为母妃祈福，被改为旻天寺。
恭愍王十年（1360年）集都人修城門，辛禑三年（1376年）命修京城，恭讓王三年發五道丁夫築內城，尋罷之。

## 朝鮮時代
1392年，朝鮮開國，開京一度成為都邑暫時留置的所在。
1394年，太祖三年時遷都漢陽，即今日首爾的中區，置留後司於都內，結束了開城擔任國家首都達475年的歷史。雖然开城不再擔任作為國家首都的職務，但在開城依然是京畿道的一座重要城市。

## 近現代

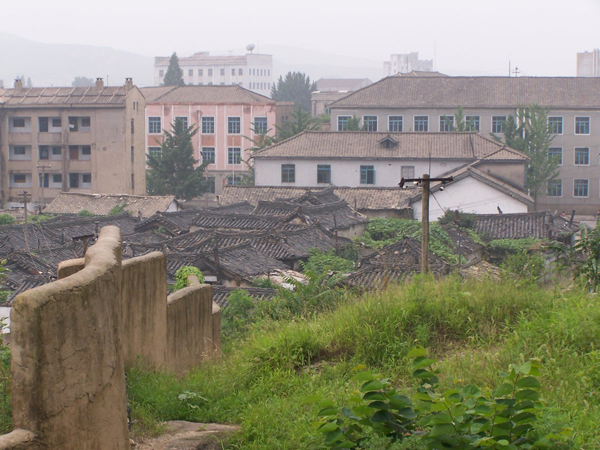
開城的舊市街地

1914年4月1日，開城郡與豐德郡統廢合併，成為開豐郡。1930年，原開豐郡的松都面昇格成為開城府，並脫離開豐郡；開豐郡只保留原來的郊外地區。
朝鲜半岛光復後，由於開城位於北緯38度線以南，屬於當時美軍接管的地域。
1949年，開城府改稱開城市，成為當時新成立之大韓民國的「最接敵都市」（최접적도시）。
經歷韓戰之後，開城被併入朝鲜。1954年，開城被劃歸黃海北道。1957年，開城市與開豐郡及板門郡統合，設立直轄市開城市；1960年，長豐郡併入其中。2002年，廢置板門郡，原開城市與板門郡的一部分組成開城工業地區；在南韓，開城工業地區又被稱為開城工業團地或開城工團地。2003年6月，開豐郡及長豐郡脫離開城，併入黃海北道；同年9月，特級市開城市設立，併入黃海北道。2019年10月，升格為特別市，脫離黃海北道。

2020年，開豐郡改為開豐區域，並復設原板門郡為板門區域。

2023年2月，黃海北道長豐郡併入開城特別市。